# Elizabeth Meehan (Politikwissenschaftlerin)
Elizabeth Meehan (* 23. März 1947 in Edinburgh; † 6. Januar 2018 in Edinburgh) war eine britische Politikwissenschaftlerin, die ab 1991 als Professorin an der Queen’s University Belfast forschte und lehrte. Sie war die erste Frau auf der irischen Insel, die eine Professur für Politikwissenschaft innehatte. Von 1993 bis 1996 war sie Vorsitzende der Political Studies Association (PSA).
Nach kurzem Besuch des Edinburgh College of Art entschied sich Meehan für einen anderen Berufsweg und trat 1965 in den Staatsdienst ein. Sie verbrachte acht Jahre im britischen Foreign and Commonwealth Office, bevor sie an die Universität zurückkehrte, erst an die University of Sussex, dann an die University of Oxford, wo sie 1982 im Fach Politikwissenschaft promoviert wurde. Nach Lehrtätigkeiten als Tutorin und Teilzeitdozentin in Oxford war sie bis 1990 als Dozentin für Politikwissenschaft an der University of Bath tätig. 1991 trat sie ihre Professur an der Queen’s University in Belfast an. 2005 ließ sie sich emeritieren, lehrte und forschte aber weiter.

## Schriften (Auswahl)
- mit Klaus Larres (Hrsg.): Uneasy Alies. British-German Relations and European Integration Since 1945. Oxford University Press, New York 2002, ISBN 0-19-829383-6.
- Citizenship and the European Community. Sage Publications, London/Newbury Park 1993, ISBN 0-8039-8428-6.
- Women’s rights at work. Campaigns and policy in Britain and the United States. St. Martin’s Press, New York 1985, ISBN 0-312-88793-0.